# Vienna Blood
Vienna Blood es una serie de televisión de suspense psicológico de origen británico-austriaco de 2019 ambientada en la Viena de comienzos del siglo XX. Basada en las novelas de Liebermann, escritas por Frank Tallis, la serie sigue a Max Liebermann (Matthew Beard), un médico y estudiante de Sigmund Freud, mientras ayuda al detective de policía Oskar Rheinhardt (Jürgen Maurer) a resolver algunos crímenes ocurridos en la ciudad imperial. Al proporcionar información psicológica sobre los motivos de los sujetos, investigan algunos de los asesinatos más inquietantes ocurridos. Uno de los subtemas recurrentes en la trama es el creciente movimiento antisemita en el Imperio austrohúngaro que aqueja a la familia Liebermann.
El 6 de julio de 2020 se anunciaba la preproducción de la segunda temporada de la serie, que fue estrenada a finales de 2021. BBC dio el visto bueno para una tercera entrega, que fue emitida a finales de 2022, dándose preaviso de una cuarta temporada.

## Trama
A comienzos del siglo  XX, Viena, la capital del Imperio Austrohúngaro es centro de reunión de grandes personalidades como Sigmund Freud, Arthur Schnitzler, Gustav Klimt y Gustav Mahler, pero el clima de crispación está englobado por el final de un sueño como nación, de los tambores de guerra que suenan todavía muy lejos y por políticos con pensamientos antisemitas que tratan de buscar orden en Viena, donde acuden diversas etnias del vasto imperio que gobierna Francisco José I. En los cafés vieneses se discute filosofía, ciencia y arte, mientras el psicoanálisis iniciado por Freud está todavía en pañales.
El joven médico Max Liebermann, un joven médico británico deja su Londres natal para mudarse con su familia a Viena, donde entra en contacto con Sigmund Freud, del que llega a ser alumno. El detective vienés Oskar Rheinhardt tiene que lidiar con un extraño caso de asesinato. En el curso de una investigación tiene que ser seguido por Liebermann, que quiere conocer los entresijos del crimen para tratar de organizar un perfil del asesino. Juntos, Rheinhardt y Liebermann forman un exitoso equipo de investigadores.

## Producción
El rodaje del primer episodio comenzó el 15 de octubre de 2019, y se extendió un mes, en Viena y sus alrededores. Las partes dos y tres se filmaron del 11 de febrero al 12 de abril de 2019. La producción fue apoyada por el Vienna Film Fund, el Austrian TV Fund y el Estado de Baja Austria, con la OST y ZDF involucradas. En 2019 la BBC adquirió los derechos. La serie se rodó en inglés, sincronizándose en el doblaje los actores de habla alemana para la versión en este idioma.
La primera temporada de Vienna Blood se dividió en tres episodios, dirigido el primero por Robert Dornhelm y con Umut Dağ las partes dos y tres. El guion, escrito por Stephen Thompson se basa en las novelas policiales de Liebermann, escritas por el autor británico Frank Tallis. La primera transmisión tuvo lugar el 18 de noviembre de 2019 en BBC Two, mientras que en ORF se estrenó el 20 de diciembre de 2019.
La filmación de la segunda temporada estaba originalmente programada para comenzar en abril de 2020. Debido a la pandemia del coronavirus, este se pospuso inicialmente para fines del verano de 2020. Debido a una enfermedad del director Robert Dornhelm, Marvin Kren se hizo cargo del rodaje.

## Reparto

### Principales
- Matthew Beard como Max Liebermann
- Jürgen Maurer como Oskar Reinhardt
- Luise von Finckh como Clara
- Jessica De Gouw como Amelia Lydgate
- Amelia Bullmore como Rachel Liebermann
- Conleth Hill como Mendel Liebermann

### Secundarios
- Charlene McKenna como Leah Liebermann
- Oliver Stokowski como el profesor Gruner
- Raphael von Bargen como el inspector von Bulow
- Simon Hatzl como el comisionado de la policía Strasser
- Josef Ellers como el sargento Haussmann
- Harald Windisch como el profesor Matthias
- Luis Aue como Daniel Liebermann
- Ulrich Noethen como Graf von Triebenbach
- Michael Niavarani como Herr Bieber
- Ursula Strauss como Juno Holderlein
- Johannes Krisch como Julius Reisinger
- Kathrin Beck como la señora Borek

## Lista de episodios

### Primera temporada
| N.º en serie | N.º en temp. | Título                 | Dirigido por    | Escrito por      | Fecha de emisión original |
| ------------ | ------------ | ---------------------- | --------------- | ---------------- | ------------------------- |
| 1            | 1            | «La última sesión»     | Robert Dornhelm | Stephen Thompson | 18 de noviembre de 2019   |
| 2            | 2            | «La reina de la noche» | Umut Dağ        | Stephen Thompson | 25 de noviembre de 2019   |
| 3            | 3            | «El chico perdido»     | Umut Dağ        | Stephen Thompson | 2 de diciembre de 2019    |

### Segunda temporada
| N.º en serie | N.º en temp. | Título                    | Dirigido por    | Escrito por      | Fecha de emisión original |
| ------------ | ------------ | ------------------------- | --------------- | ---------------- | ------------------------- |
| 4            | 1            | «La condesa melancólica»  | Robert Dornhelm | Stephen Thompson | 30 de octubre de 2021     |
| 5            | 2            | «El beso del diablo»      | Robert Dornhelm | Stephen Thompson | 31 de octubre de 2021     |
| 6            | 3            | «El auge de la oscuridad» | Robert Dornhelm | Stephen Thompson | 1 de noviembre de 2021    |

### Tercera temporada
| N.º en serie | N.º en temp. | Título                          | Dirigido por    | Escrito por      | Fecha de emisión original |
| ------------ | ------------ | ------------------------------- | --------------- | ---------------- | ------------------------- |
| 7            | 1            | «Relación mortal»               | Robert Dornhelm | Stephen Thompson | 14 de diciembre de 2022   |
| 8            | 2            | «El dios de las sombras»        | Robert Dornhelm | Stephen Thompson | 21 de diciembre de 2022   |
| 9            | 3            | «La muerte es ahora bienvenida» | Robert Dornhelm | Stephen Thompson | 28 de diciembre de 2022   |

### Cuarta temporada
| N.º en serie | N.º en temp. | Título                            | Dirigido por | Escrito por      | Fecha de emisión original |
| ------------ | ------------ | --------------------------------- | ------------ | ---------------- | ------------------------- |
| 10           | 1            | «Vals de Mefisto - Primera parte» | Umut Dağ     | Stephen Thompson | 4 de agosto de 2024       |
| 11           | 2            | «Vals de Mefisto - Segunda parte» | Umut Dağ     | Stephen Thompson | 11 de agosto de 2024      |